# Смирнов, Сергей Игнатьевич
Сергей Игнатьевич Смирнов (24 августа 1922, дер. Селиваниха, Ивановская область, РСФСР — 3 ноября 2014, Санкт-Петербург, Россия) —  советский живописец, заслуженный художник Российской Федерации (1999), член Санкт-Петербургского Союза художников (до 1992 года — Ленинградской организации Союза художников РСФСР).

## Биография
Родился в деревне Селиваниха Семёновского района Ивановской области. В 1924 с родителями переехал в Ленинград. Занимался в детской художественной школе Московского района Ленинграда. В 1939 был призван на военную службу в Балтийский флот. После начала войны в составе 2-го морского истребительного батальона воевал на Ленинградском фронте. Дважды был тяжело ранен. Демобилизовался по ранению. Награждён медалями «За оборону Ленинграда», «За отвагу», «За победу над Германией».
После войны работал художником-живописцем в Ленизо и Комбинате живописно-оформительского искусства Ленинградского отделения Художественного фонда РСФСР. В 1960—1966 учился на живописном факультете в Ленинградском институте живописи, скульптуры и архитектуры имени И. Е. Репина, занимался у педагогов Владимира Горба, Валерия Пименова, Виталия Вальцева. Окончил институт по мастерской И. А. Серебряного с присвоением квалификации художника живописи. Дипломная работа — жанровая картина «В дни войны».
Участвовал в выставках с середины 1950-х годов, экспонируя свои работы вместе с произведениями ведущих мастеров изобразительного искусства Ленинграда. В 1959 был принят в члены Ленинградского Союза художников по секции живописи. Писал жанровые и батальные картины, пейзажи, портреты. Автор картин «Май. Стрельна», «Сирень» (обе 1958), «Портрет студента из Нигерии» (1960), «На стапеле» (1966), «Март. Стрельна» (1970), «Портрет дочери» (1977), «Глоток воды» (1978), «Портрет художника К. Бритого» (1984), «Сибирский посёлок», «Ангара», «У старого дерева» (все 1985), «Оля» (1988), «Портрет художника А. Кетова» (1997), «Академическая дача» (1998), «Портрет художника Р. Тупикина» (2002), «Берёзы» (2005).
Является действительным членом Петровской Академии наук и искусств. Его произведения находятся в музеях и частных собраниях в России, Великобритании, Норвегии, Японии и других странах.